# Улица Водопьянова (Москва)
У́лица Водопья́нова — небольшая улица на севере Москвы в районе Лианозово Северо-Восточного административного округа, от улицы Громова до улицы Байдукова.

## История
Названа в 1936 году в честь Героя Советского Союза, лётчика Михаила Васильевича Водопьянова (1899—1980), участника спасения экспедиции на пароходе «Челюскин» (1934) и доставки первой полярной станции на Северном полюсе (1937).

## Местоположение
Улица Водопьянова находится в дачном посёлке имени Ларина, начинается от улицы Громова, проходит на юго-запад, пересекает улицы Фёдорова, Чкалова и Белякова и заканчивается на улице Байдукова.